# Wojownik mały
Wojownik mały (Nisaetus nanus) – gatunek ptaka drapieżnego z rodziny jastrzębiowatych (Accipitridae). Występuje w Azji Południowo-Wschodniej, głównie w Mjanmie, Tajlandii, Malezji i Indonezji. Jest narażony na wyginięcie.

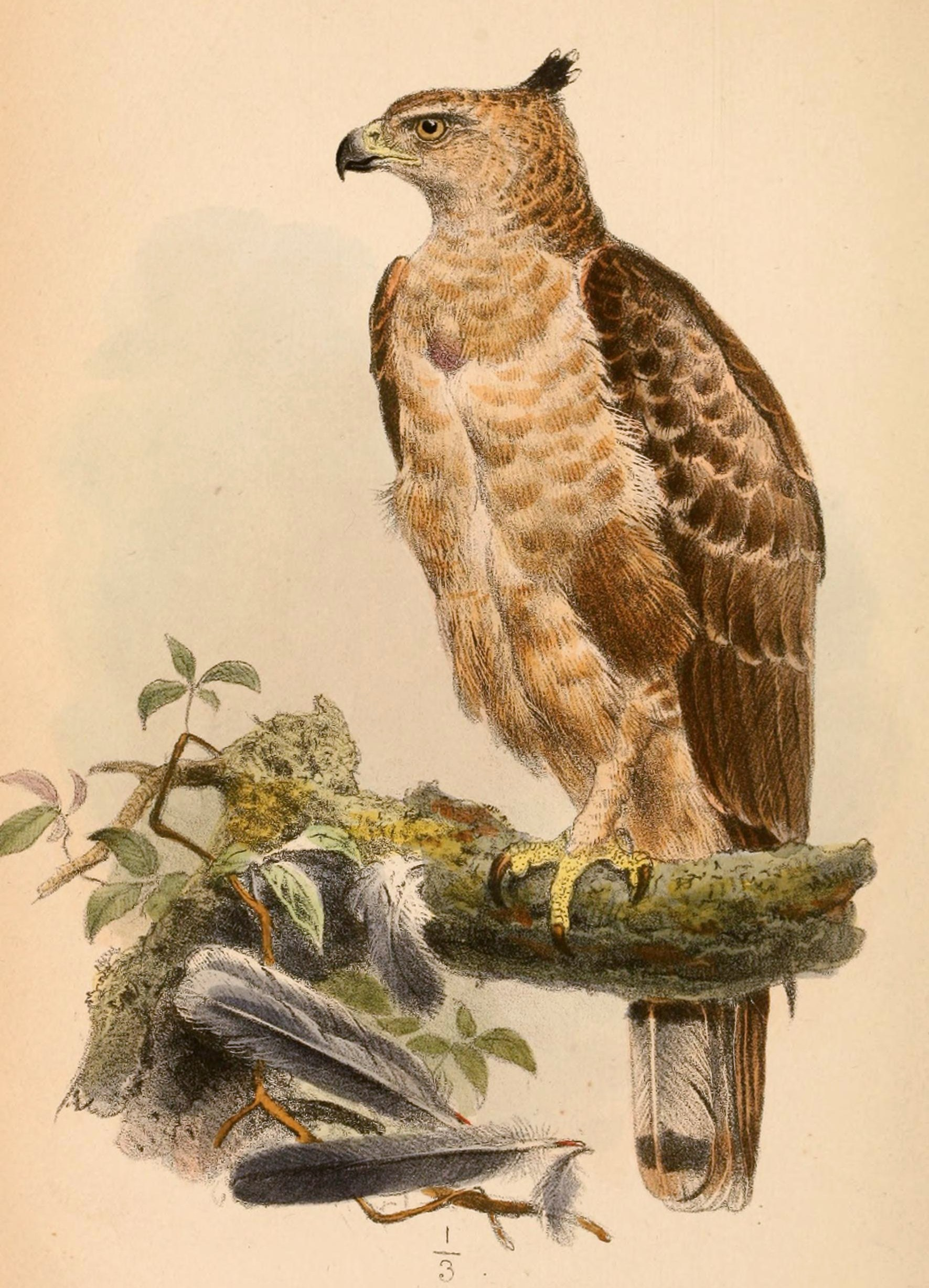
Wojownik mały na rycinie z 1868

## Systematyka
Takson ten został po raz pierwszy opisany naukowo w 1868 roku przez Alfreda Russela Wallace’a, który nadał mu nazwę Spizaetus nanus. Holotyp pochodził z Sarawaku na Borneo. Przez długi czas takson ten był uznawany za synonim wojownik żałobnego, uznano go bowiem za młodociane upierzenie tegoż gatunku. Gatunki wojowników z Azji były tradycyjnie umieszczane w rodzaju Spizaetus, ale w 2005 roku na podstawie badań molekularnych uznano, że reprezentują one inną linię rozwojową niż wojowniki z Nowego Świata i powinny zostać przeniesione do osobnego rodzaju. Dla nazwania tego rodzaju użyto dostępnej nazwy Nisaetus.
Wyróżniono dwa podgatunki N. nanus:
- N. n. nanus (Wallace, 1868) – południowa Mjanma i południowa Tajlandia, Półwysep Malajski, Sumatra i Borneo
- N. n. stresemanni (Amadon, 1953) – wyspa Nias (u wybrzeży zachodniej Sumatry)

## Morfologia
Grzbiet jest brązowy, głowa płoworuda z czarnym czubem, szyja biała. Klatka piersiowa ma odcień kremowy, urozmaicony czarnymi smugami. Brzuch jest kremowo-rudy z prostopadłymi, czarno-brązowymi pasami, które pojawiają się także na udach. Dolne fragmenty sterówek i pokrywy skrzydłowe są białe, z cienkimi, czarnymi paskami. Oczy i nogi mają barwę żółtą, woskówka – czarno-szarą.
Osobniki tego gatunku osiągają długość 45–59 cm, a rozpiętość ich skrzydeł wynosi 95–105 cm. Masa ich ciała waha się od 510 do 610 g.

## Ekologia i zachowanie
Żyją w wiecznie zielonych, nizinnych lasach, zazwyczaj na wysokościach od 0 do 500 m n.p.m., rzadko spotykane wyżej – do 1000 m n.p.m. Nie migrują, jedynie osobniki młodociane opuszczają swe terytoria rodzinne i rozpraszają się po okolicy.
Żywią się nietoperzami, jaszczurkami, żabami oraz mniejszymi ptakami.
Okres godowy trwa od listopada do lutego. Pary pozostają na swoim terytorium godów przez cały rok. Gniazdo zbudowane jest z patyków i umieszczone w koronach drzew. Samice prawdopodobnie składają wyłącznie jedno jajo.

## Status
Międzynarodowa Unia Ochrony Przyrody (IUCN) uznaje wojownika małego za gatunek narażony (VU – vulnerable) nieprzerwanie od 1994 roku. Liczebność populacji wstępnie szacuje się na 2500–9999 dorosłych osobników. Trend liczebności populacji uznaje się za spadkowy. Głównych zagrożeniem dla gatunku jest utrata, degradacja i fragmentacja siedlisk.